# Robert Bartha

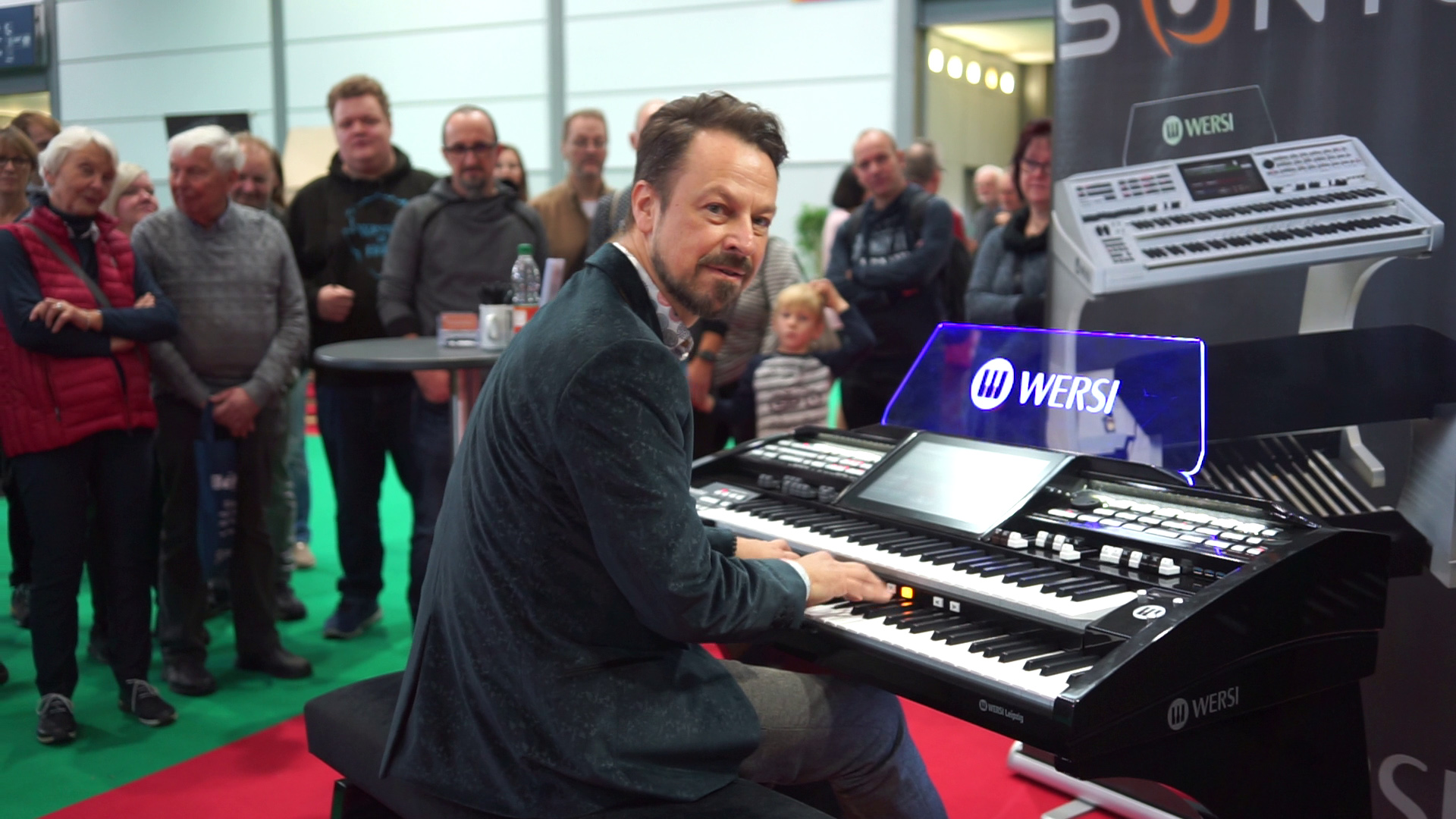
Robert Bartha (2019)

Robert Bartha (* 9. Januar 1969 in Bergisch Gladbach) ist ein deutscher Musiker, Musikproduzent, Komponist, Organist (E-Orgel) und Fotograf.

## Leben
Barthas Großvaters Menesi Laszlo war Orchestermusiker in der Budapester Oper. Bartha studierte an der Musikhochschule Köln. 1985 gab er sein erstes Solo-Konzert in Köln. Durch Konzert-Tourneen und TV-Auftritte (unter anderem bei Top of the Pops, dem Box-WM Fight Klitschko vs. Byrd auf Sat.1, oder einem Auftritt im Rheinenergiestadion (Köln) vor 25.000 Zuschauern im Rahmen einer Sportveranstaltung) wurde Bartha in der Orgel-Szene bekannt. Die Zeitschrift „Keys“ zählte Robert Bartha zu den Top-20 der besten Organisten weltweit. Die Presse bezeichnet ihn oft als "Rockstar der Orgel", da er sein Repertoire mit vielen modernen Titel anreichert. Auf diese Weise erreicht er auch viele jugendliche Fans, wie zuletzt im Vorprogramm von Michael Bublé (in der Kölner Lanxess Arena) oder auf der internationalen Namm-Show in Los Angeles. 

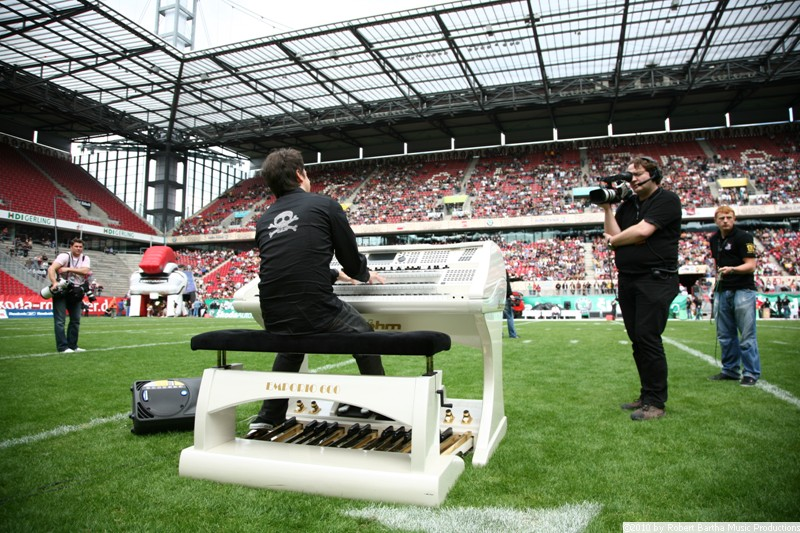
Auftritt im RheinEnergieStadion

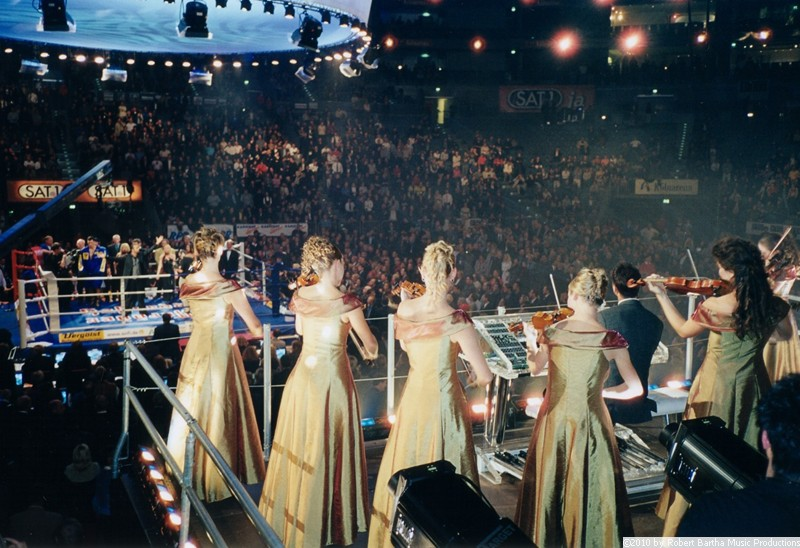
Auftritt beim Boxkampf Klitschko vs. Byrd

Seit 1992 ist Robert Bartha auch als Musik-Produzent und Komponist tätig. Seine erste Studio-Produktion und Komposition I Just Wanna Dance erschien auf einem RTL-Sampler als Werbesong für C&A Young Collections. 1997 gelang ihm der internationale Durchbruch als Produzent – mit dem Welthit In The Ghetto und der selbst zusammengestellten Band Ghetto People feat. L-Viz. Mit In The Ghetto erreichte er in über 40 Ländern die Top-10 der Musik-Charts. 
Seine Hymne Emporio für Boxweltmeister Wladimir Klitschko begleitete diesen über einen Zeitraum von 2 Jahren zu insgesamt 8 erfolgreichen WM-Titelkämpfen in den Ring. Emporio erreichte die Top-10 der deutschen Single-Charts und erreichte Goldstatus. Als Produzent und Komponist arbeitete er mit Leona Lewis, Ghetto People feat. L-Viz, José Carreras All Stars, Deborah Sasson, Amadeus Barthoni, Bürger Lars Dietrich, Racine, Culture Beat, Fun Factory, E-rotic u. a. 2021 komponierte Robert Bartha die offizielle Hymne "Through The Tiger's Eye" zum 50-jährigen Staats-Jubiläum von Bangladesch. Aktuell erobert er immer wieder die weltweiten Charts mit den von ihm produzierten Künstlern, wie z. B. Ozzy Lino, Goldjungs, Roman Neyer, Alicja Chrząszcz und vielen anderen. Die New-Age Künstlerin Sunniai feiert mit den von Robert Bartha produzierten und teilweise komponierten Songs (in 528 Hz) Chart-Platzierungen auf der ganzen Welt sowie Gold- und Platin-Status. Mit rund 25 Mio. Streams gehört Sunniai inzwischen zu den Stars der New Age Szene.
Seit 2007 ist Robert Bartha auch als Songwriter für Kinofilme tätig, unter anderem für den US-Kinofilm Postal, House of the dead, den Vietnam Film Tunnel Rats oder der Vampirfilm BloodRayne. Außerdem komponiert und konzipiert Bartha Musikprojekte und Soundlogos für die Werbe-Industrie.
2018 gründete Robert Bartha seine Plattenfirma „RB Music Entertainment AG“ in der Schweiz, mit der er über Major-Vertriebsfirmen die Tonträger seiner Künstler oder Soundtracks verschiedener Hollywood-Filme vermarktet. Im Jahr 2024 gründete er zusätzlich die Produktionsfirma EMPORIO Media Group, mit Sitz in Spanien und den USA, die mit unterschiedlichen, international bekannten Künstlern sowie mit außergewöhnlichen Newcomern arbeitet. 
Seit 2000 ist Bartha auch professionell als Fotograf tätig. Als Fotograf fotografierte er Werbekampagnen für McDonald’s, Dokumentationen für das ZDF, Kalender, Bücher und Porträts bekannter Stars wie z. B. Tom Cruise, Wladimir Klitschko, Katie Holmes oder auch komplette Kampagnen, wie z. B. für McDonalds, Cover-Artworks oder für den Eishockey Verein Kölner Haie. Die Musikvideos seiner Künstler dreht Robert Bartha inzwischen in Eigenregie, sein Video zu "La Serenissima" mit der polnischen Star-Violinistin Alicja Chrząszcz wurde 2019 auf dem Evolution Filmfestival auf Mallorca nominiert. 

## Diskografie

### Solo-Alben
- Golden Evergreens (1987, EMI)
- Mambo Fever (1989, BMG)
- The Magic Sound of Music (1991, AMC)
- Pop Diamonds (1993, Cauldron)
- Merry Christmas (1993, Cauldron)
- Music (1994, Cauldron)
- Classix (1995, Cauldron)
- Portrait (1995, Manual Music)
- The One (1997, Pavement)
- Emporio (2002, Manual/DA Music)
- Keys to the future (2007, Music2Gold)
- Plays Michael Jackson (2009, Music2Gold)
- 21st Century (2012, Music2Gold)
- Live In Concert (2019, RBM)

### Diskografie als Filmkomponist (Kinofilme & Soundtracks)
- Tunnel Rats (2008)
- Postal (2007)
- Bloodrayne II (2007)
- Seed (2007)
- House of the Dead (2003)
- 14 Tage lebenslänglich (1997)
- Gute Zeiten, schlechte Zeiten (Fernsehserie)
- Marienhof (Fernsehserie)
- Rest In Greece (Kinofilm, 2019)